# Закс Самуїл Маркович
Самуїл Маркович Закс (Гладнєв, Гладишев) (нар. 24 серпня 1884, місто Санкт-Петербург, тепер Російська Федерація — розстріляний 8 березня 1937) — радянський партійний діяч, журналіст. Член ЦК КП(б)У в жовтні 1918 — березні 1919 р.

## Біографія
Народився в родині багатого єврейського купця-фабриканта. Закінчив реальне училище в місті Санкт-Петербурзі. У 1903—1905 роках — студент політехнічного інституту та університетів Дрездена, Гейдельберга, Лейпцига в Німеччині.
До 1904 року був членом партії сіоністів. Одночасно, у 1903—1905 роках належав до Німецької соціал-демократичної партії. У 1904—1906 роках — член РСДРП (меншовиків). У 1904 році завідував транспортом ЦК РСДРП. У 1905—1906 роках — редактор іноземного відділу газети «Leipz Volkszeitung» у місті Лейпцигу.
Член РСДРП(б) з червня 1906 року. Партійні псевдоніми — Олександр, Хома Брут; літературні псевдоніми — Гладнєв І. І. , Гладишев І. І. . У 1906 році вів революційну роботу у Нарвському районі Санкт-Петербурга. У 1906—1907 роках — у соціал-демократичній організації міста Лейпцига у Німеччині.
У 1907—1908 роках — завідувач контори фірми Марка Закса у Санкт-Петербурзі. У 1908—1909 роках — завідувач контори, заступник завідувача фірми «Гігієна» у місті Вартеггау в Німеччині. У травні 1909 році був заарештований за революційну діяльність. У 1909—1910 роках — співпрацював в німецьких соціал-демократичних газетах; журналіст німецької газети «Соціал-демократ» у місті Єна.
У 1910—1913 роках — керуючий фірми Марка Закса у Санкт-Петербурзі. Одночасно, у 1911—1912 роках — журналіст, секретар і редактор більшовицької газети «Звезда», а у 1912—1913 роках — журналіст більшовицької газети «Правда» і завідувач фінансової частини журналу «Вопросы страхования». У жовтні 1913 року був заарештований у справі нелегального «страхового центра».
У грудні 1913 — березні 1915 року — директор-розпорядник акціонерного товариства «Лабор» у Санкт-Петербурзі. Був представником багатія та діяча революційного руху Парвуса (Гельфанда) і керівником «Експортно-імпортної контори» Парвуса і Ганецького у Петрограді.
Знову заарештований у березні 1915 року і до березня 1916 року був ув'язнений у фортеці Петрограда. У березні 1916 — березні 1917 року — директор-розпорядник акціонерного товариства «Лабор» у Петрограді.
Після Лютневої революції 1917 року купив на кошти батька в квітні 1917 року типографію «Труд», у якій друкувалися прокламації та газети більшовиків. У березні — серпні 1917 року — завідувач видавництва «Прибой» у Петрограді. У червні — серпні 1917 року — гласний Петроградської Міської думи.
У липні — листопаді 1917 року — агент ЦК РСДРП(б) в Україні. У листопаді 1917 — березні 1918 року — голова Миколаївського комітету РСДРП(б). Одночасно, у грудні 1917 — березні 1918 року — відповідальний редактор газети «Известия Николаевского Совета».
У березні — травні 1918 року — комісар армії Південного фронту та військовий комісар штабу Південного фронту РСЧА.
У травні — жовтні 1918 року — член Колегії народного комісаріату фінансів РРФСР. У жовтні — листопаді 1918 року — заступник народного комісаріату фінансів РРФСР. Одночасно, у жовтні — грудні 1918 року — член ЦК КП(б)У та член Виконавчого бюро ЦК КП(б) України.
У грудні 1918 — січні 1919 року — на підпільній роботі в Німеччині по лінії Комінтерну. У січні — березні 1919 року — член Колегії народного комісаріату фінансів РРФСР. У 1919 — лютому 1920 року — знову на підпільній роботі в Німеччині по лінії Комінтерну. У лютому 1920 був заарештований у Німеччині і висланий у РРФСР.
У липні — листопаді 1920 року — завідувач Держвидаву РРФСР. У грудні 1920 — квітні 1921 року — завідувач представництва Держвидаву РРФСР в Латвійській Республіці.
У квітні — жовтні 1921 року — завідувач організаційного відділу Городського районного комітету РКП(б) міста Москви.
У жовтні 1921 — травні 1922 року — відповідальний редактор газети «Хозяйство Украины» в місті Харкові. У червні 1922 — червні 1923 року — відповідальний редактор газети «Пролетарий» в місті Харкові.
У червні 1923 — лютому 1926 року — головний редактор видавництва «Прибой» у Петрограді-Ленінграді. Одночасно, у 1925 році (до грудня) — відповідальний редактор газети «Ленинградская правда». Брав активну участь в діяльності «троцькістської опозиції» в РКП(б).
У лютому — вересні 1926 року — завідувач відділення ТАРС СРСР у місті Відні (Австрійська Республіка). У жовтні 1926 — березні 1928 року — вчений секретар Державного інституту техніки управління Народного комісаріату Робітничо-селянської інспекції СРСР. У березні 1928 — червні 1931 року — завідувач іноземного відділу ТАРС СРСР. У червні 1931 — червні 1932 року — заступник головного редактора видавництва «Малая советская энциклопедия».
У червні 1932 — червні 1933 року — заступник директора головної контори Московського міського відділу роздрібної торгівлі Народного комісаріату постачання РРФСР.
Рішенням бюро Сокольницького райкому ВКП(б) міста Москви у 1933 році виключений з ВКП(б) «за розсилання антипартійного циркулярного листа»; рішенням ЦКК ВКП(б) 9 травня 1934 року відновлений у ВКП(б). У 1935 році знову виключений із ВКП(б).
До серпня 1936 року працював старшим науковим співробітником інституту «Советская энциклопедия».
17 серпня 1936 року заарештований органами НКВС СРСР. Рішенням Військової колегії Верховного Суду СРСР засуджений 7 березня 1937 до розстрілу, вирок виконаний 8 березня 1937 року. Рішенням пленуму Верховного Суду СРСР 26 серпня 1990 року вирок скасований і справа припинена за відсутністю складу злочину. Реабілітований.

## Родина
Був одружений із Лією Аронівною Радомисльською, сестрою Григорія Зінов'єва.